# Renata Novotná
Renata Novotná – czechosłowacka biathlonistka. W Pucharze Świata zadebiutowała 25 lutego 1987 roku w Lahti, gdzie zajęła 42. miejsce w biegu indywidualnym. Pierwsze punkty zdobyła dwa dni później w tej samej miejscowości, zajmując 22. miejsce w sprincie. Nigdy nie stanęła na podium w zawodach indywidualnych. Najlepsze wyniki osiągnęła w sezonie 1988/1989, kiedy zajęła 53. miejsce w klasyfikacji generalnej. W 1987 roku wystąpiła na mistrzostwach świata w Lahti, gdzie zajęła 42. miejsce w biegu indywidualnym i 22. miejsce w sprincie. Największy sukces osiągnęła podczas mistrzostw świata w Feistritz w 1989 roku, gdzie wspólnie z Evą Buresovą i Jiřiną Adamičkovą zdobyła brązowy medal w sztafecie. Była też między innymi szósta w biegu drużynowym na mistrzostwach świata w Lahti w 1991 roku. Nigdy nie brała udziału w igrzyskach olimpijskich.

## Osiągnięcia

### Mistrzostwa świata
| Rok  | Miejscowość | Konkurencje | Konkurencje | Konkurencje | Konkurencje | Konkurencje | Konkurencje | Konkurencje |
| Rok  | Miejscowość | IN          | SP          | PU          | MS          | RL          | MR          | SR          |
| ---- | ----------- | ----------- | ----------- | ----------- | ----------- | ----------- | ----------- | ----------- |
| 1987 | Lahti       | 42.         | 22.         | nd.         | nd.         | –           | nd.         | –           |
| 1989 | Feistritz   | 31.         | 22.         | nd.         | nd.         | 3.          | nd.         | –           |
| 1990 | Mińsk/Oslo  | 38.         | –           | nd.         | nd.         | –           | nd.         | –           |
| 1991 | Lahti       | –           | 36.         | nd.         | nd.         | –           | nd.         | –           |

### Puchar Świata

#### Miejsca w klasyfikacji generalnej
| Sezon     | Miejsce |
| --------- | ------- |
| 1986/1987 | ?       |
| 1988/1989 | 53.     |
| 1989/1990 | 58.     |
| 1990/1991 | -       |

#### Miejsca na podium chronologicznie
Novotná nigdy nie stanęła na podium indywidualnych zawodów PŚ.